# Edit Urbán
Edit Urbán (* 27. März 1961) ist eine ungarische Tischtennisspielerin, die von 1982 bis 1990 viermal Europameister wurde.

## Werdegang
Edit Urbán spielte beim Verein BSE Budapest, mit dem sie in der Saison 1981/82 im ETTU Cup siegte. Bei den nationalen ungarischen Meisterschaften gewann sie acht Titel, 1981 und 1989 im Einzel, 1988 und 1989 im Doppel mit Csilla Bátorfi sowie im Mixed 1979 mit Tibor Klampár, 1981 mit Zsolt Kriston, 1986 mit János Takács und 1989 mit Iván Vitsek. Von 1979 bis 1991 nahm sie an sechs Weltmeisterschaften teil, wo sie mit der ungarischen Damenmannschaft 1987 Bronze holte sowie 1989 und 1991 Vierter wurde. Im Europäischen Ranglistenturnier TOP-12 erreichte sie 1987 hinter Csilla Bátorfi Platz zwei.
Fünfmal wurde Urbán für Europameisterschaften nominiert. Hier gewann sie vier Titel, nämlich 1982, 1986 und 1990 im Teamwettbewerb sowie 1988 im Doppel mit Csilla Bátorfi. Dazu kommen Bronzemedaillen 1984 im Doppel (mit Gabriella Szabó) und 1988 im Mixed mit dem Schweden Ulf Carlsson.
In der ITTF-Weltrangliste wurde sie Mitte 1987 auf Platz 17 geführt. 1992 trat sie aus der ungarischen Nationalmannschaft zurück.

## Karriere im Ausland
1989 schloss sich Edit Urbán dem österreichischen Verein ATVS Judenburg an. Nach einer Rückkehr nach Ungarn zu Szekszárd wechselte sie 1997 zum SV Neckarsulm, ein Jahr später zum TTC Karlsruhe-Neureut, dem sie 2000 zum Aufstieg in die 2. Bundesliga verhalf. 2001 ging sie als Spielertrainerin zum TTV Römerberg in die 1. Pfalzliga.  (2018) war sie beim TTC Karlsruhe-Neureut aktiv. Seit der Runde 2023/2024 spielt Edit bei dem TTC Wiesloch-Baiertal. 
Internationale Erfolge verzeichnete sie weiterhin in Seniorenturnieren. So wurde sie 2002 Seniorenweltmeisterin im Einzel in der Altersklasse Ü40. 2001 und 2003 holte sie den Titel im Einzel bei den Senioren-Europameisterschaften AK Ü40.

## Turnierergebnisse
| Verband | Veranstaltung       | Jahr | Ort                    | Land | Einzel        | Doppel        | Mixed      | Team |
| ------- | ------------------- | ---- | ---------------------- | ---- | ------------- | ------------- | ---------- | ---- |
| HUN     | Europameisterschaft | 1990 | Göteborg               | SWE  | letzte 16     |               |            | 1    |
| HUN     | Europameisterschaft | 1988 | Paris                  | FRA  |               | Gold          | Halbfinale |      |
| HUN     | Europameisterschaft | 1986 | Prag                   | TCH  | Viertelfinale |               |            | 1    |
| HUN     | Europameisterschaft | 1984 | Moskau                 | URS  |               | Halbfinale    |            |      |
| HUN     | Europameisterschaft | 1982 | Budapest               | HUN  | Viertelfinale | Viertelfinale |            | 1    |
| HUN     | EURO-TOP12          | 1989 | Charleroi              | BEL  | 10            |               |            |      |
| HUN     | EURO-TOP12          | 1988 | Ljubljana              | YUG  | 9             |               |            |      |
| HUN     | EURO-TOP12          | 1987 | Basel                  | SUI  | 2             |               |            |      |
| HUN     | EURO-TOP12          | 1986 | Sodertalje             | SWE  | 11            |               |            |      |
| HUN     | EURO-TOP12          | 1985 | Barcelona              | ESP  | 10            |               |            |      |
| HUN     | EURO-TOP12          | 1984 | Bratislava             | TCH  | 6             |               |            |      |
| HUN     | Olympische Spiele   | 1988 | Seoul                  | KOR  | letzte 16     | 8             |            |      |
| HUN     | Weltmeisterschaft   | 1991 | Chiba City             | JPN  | letzte 64     | letzte 32     | letzte 64  | 4    |
| HUN     | Weltmeisterschaft   | 1989 | Dortmund               | FRG  | letzte 32     | letzte 16     | letzte 64  | 4    |
| HUN     | Weltmeisterschaft   | 1987 | New Delhi              | IND  | letzte 16     | letzte 16     | letzte 32  | 3    |
| HUN     | Weltmeisterschaft   | 1983 | Tokio                  | JPN  | letzte 32     | letzte 16     | letzte 64  | 9    |
| HUN     | Weltmeisterschaft   | 1981 | Novi Sad               | YUG  | letzte 64     | letzte 16     | Qual       | 7    |
| HUN     | Weltmeisterschaft   | 1979 | Pyongyang              | PRK  | letzte 32     | letzte 64     | letzte 64  | 5    |
| HUN     | WTC-World Team Cup  | 1990 | Hokkaido, Aomori, Niig | JPN  |               |               |            | 5    |